# Olivetti MC-24
La sigla MC-24 indica una serie di macchine da calcolo elettriche, automatiche, con stampa integrata e registro di memoria dinamica, prodotte dall'azienda italiana Olivetti, a partire dal 1956. La meccanica fu progettata da Natale Capellaro, mentre la carrozzeria si deve a Marcello Nizzoli. Il modello più famoso e venduto (ne furono prodotte oltre un milione di unità), la Divisumma 24, oltre che una rivoluzione nel settore dei calcolatori automatici, è diventata anche un'icona del design industriale italiano. Fa parte della collezione permanente del Triennale Design Museum di Milano, oltre che essere conservata in molti musei dedicati al design e alla scienza e tecnica e alle macchine da scrivere. La Divisumma 24 fa anche parte della collezione permanente del MoMA di New York

## Modelli

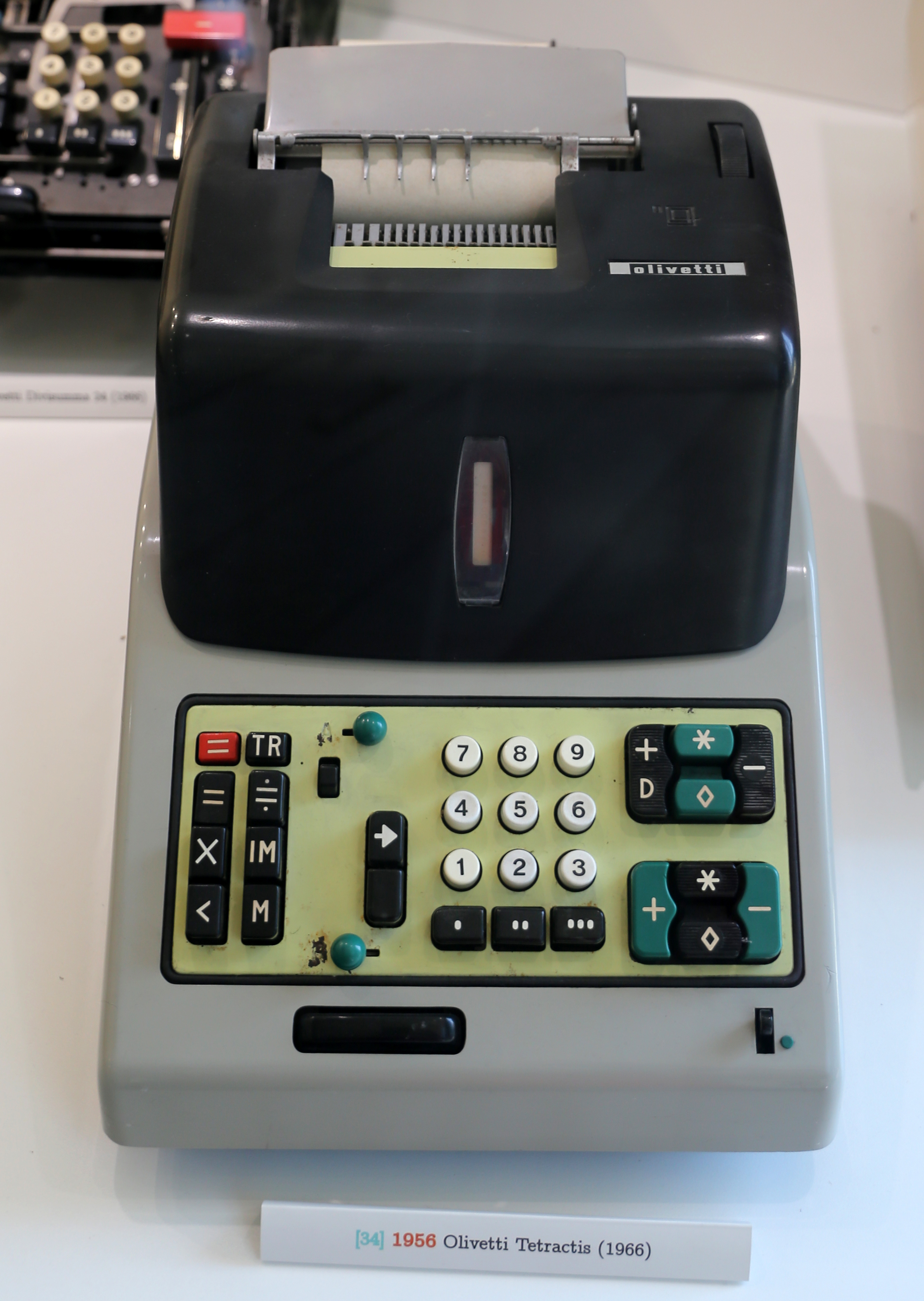
Olivetti MC24 Tetractys

La serie comprendeva cinque modelli: l'Elettrosumma 22-24 (addizionatrice, evoluzione, più rapida nel calcolo delle Elettrosumma 21), la Multisumma 24 (moltiplicatrice), la Divisumma 24 (calcolatrice completa, capace anche di divisione) e la Tetractys che, dotata di un doppio totalizzatore e di una serie di funzionalità aggiuntive, rappresentava a livello mondiale lo stato dell'arte del calcolo meccanico scrivente di quegli anni. Vennero poi realizzati diversi modelli speciali, ad esempio le varianti CR, dotate di carrello tabulatore per esigenze contabili.
La produzione di questa classe di macchine, ubicata negli stabilimenti I.C.O in Via Guglielmo Jervis, a Ivrea, continuò fino agli anni settanta. Le versioni speciali, (MC24-CR), furono prodotte inizialmente negli stabilimenti O.M.O., situati a San Bernardo d'Ivrea e successivamente traslocata negli stabilimenti di Via Jervis. La catena di montaggio era a cottimo individuale, con volumi medi di produzione di 50 unità al giorno.
L'aspetto più innovativo di queste macchine è il fatto che i due modelli superiori furono le prime calcolatrici ad avere una modalità di utilizzo quasi completamente analoga a quella delle calcolatrici da ufficio attuali: possibilità di eseguire le quattro operazioni, un'unica tastiera numerica ridotta (cioè a dieci tasti) per impostare tutti i termini dell'operazione e stampa dei risultati.

## Caratteristiche
Da un punto di vista costruttivo, si trattava di macchine estremamente complesse, ma di realizzazione economica. Grazie alla genialità costruttiva di Capellaro, la maggior parte degli innumerevoli cinematismi erano ricavati da semplice lamiera in ferro dolce e acciaio; questi ultimi, soprattutto costituiti da leve, erano quelli movimentati dalle camme in materiale sinterizzato. In queste, la zona sottoposta a strisciamento sulla camma, era temprata. La Divisumma, grazie al buon rapporto prezzo-prestazioni, fu il modello maggiormente venduto: il suo prezzo (325.000 lire) era paragonabile, seppur inferiore, a quello di una Fiat Nuova 500 (465.000 lire). Nel libro di Silmo si riporta che l'Olivetti rivendeva queste macchine a 10 volte il costo di produzione, pur restando molto concorrenziale. Non si conosce il numero esatto di esemplari prodotti. Nel 1967, fu prodotto il milionesimo esemplare. Silmo stima che la produzione complessiva si sia aggirata sul milione e mezzo, un record assoluto per macchine di questo tipo. Pertanto, le MC-24 costituirono un elemento fondamentale per la prosperità dell'Olivetti. Pier Giorgio Perotto la definirà la gallina dalle uova d'oro. Il modello Divisumma 24 venne prodotto per circa 15 anni.

## Aspetti tecnici

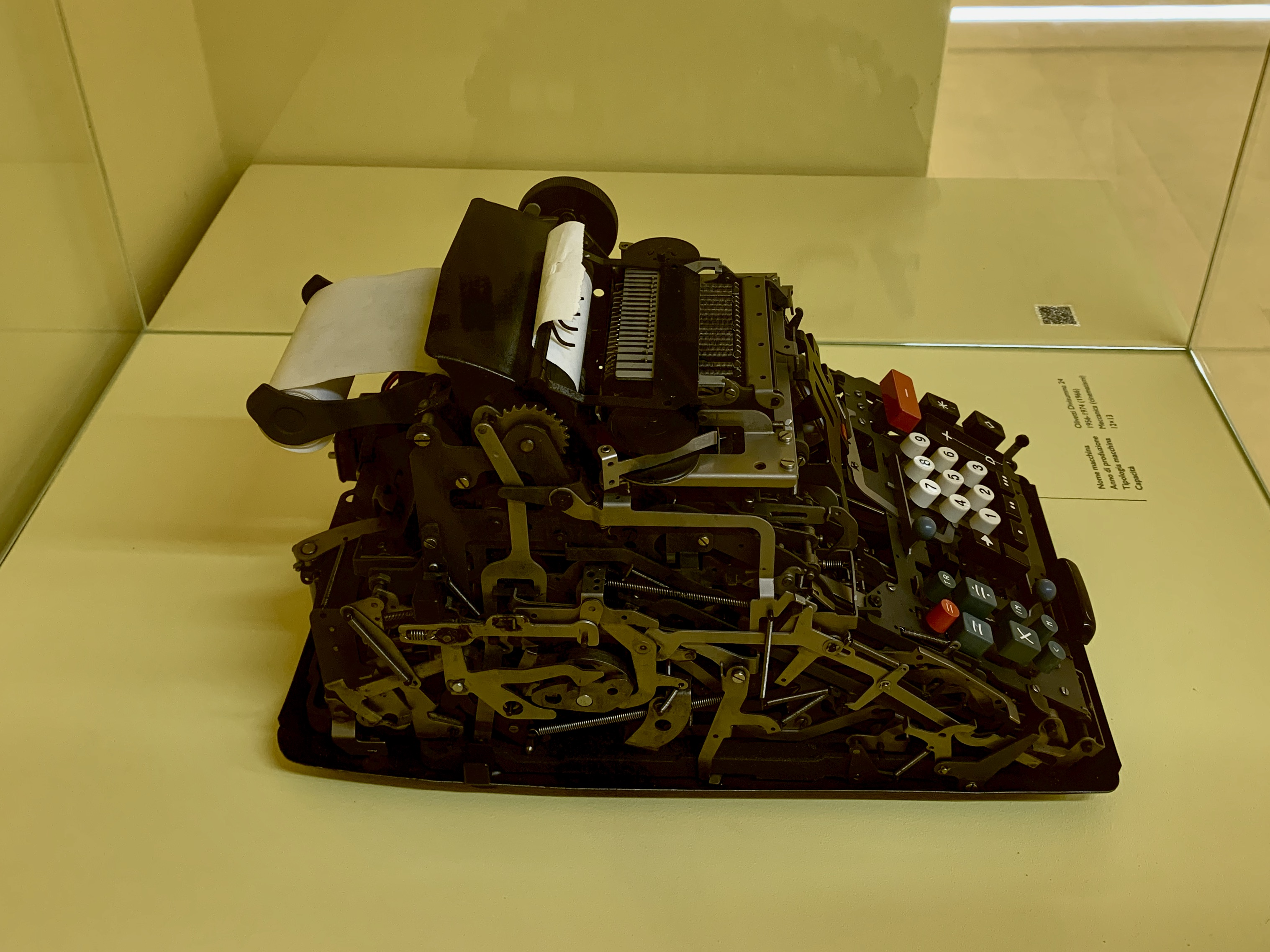
L'interno di una Divisumma 24

Fu progettata per addizionare, sottrarre, moltiplicare e dividere in modo veloce e in sequenza; i numeri impostati dalla tastiera, la velocità di 250 cicli al minuto accreditati, si riferiscono alla rotazione completa di 360 gradi dell'albero principale. In questo modo può essere effettuata una grande varietà di calcoli, rapidamente e in modo automatico. Ogni fase di un calcolo e ogni singolo risultato è stampato su un rotolo di carta per mezzo di un nastro inchiostrato in banda blu e rossa.
La necessaria rigidità strutturale è affidata a un basamento in ghisa ottenuto per fusione, lavorato a fresa, sul quale sono avvitate 4 flange in lamiera, che fungono da supporto all'albero principale, ma anche agli innumerevoli alberini aventi funzioni secondarie. Il numero di serie (matricola) della macchina veniva incisa manualmente a pantografo sul lato inferiore del basamento. Il moto è affidato a un motore elettrico di 70 watt il cui pignone a vite senza fine aziona una corona dentata in tela bachelizzata dotata di frizione, calettata sull'albero principale (diametro di 10 mm), lungo quanto tutta la larghezza della macchina, supportato da 4 boccole in bronzo; su questo, tramite coppie di viti temperate poste a 90 gradi, una mordente e una perforante, sono fissate le varie camme a profilo multiplo in materiale sinterizzato, azionanti a loro volta gli innumerevoli leveraggi. Gli unici cuscinetti sono la coppia di supporto dell'albero motore. La lubrificazione a vita è affidata a 4 tipi di lubrificanti, ognuno ottimizzato per il genere di attrito generato nel punto specifico: olio denso, grasso a bassa viscosità, grasso infusibile e grasso al bisolfuro di molibdeno Molykote. Per il movimento del carrello delle CR, viene sfruttato il lato opposto dell'albero motore, sul quale è ricavato un secondo pignone azionante una ruota dentata frizionata, coassiale col tamburo tabulatore. La programmazione delle distanze di tabulazione del carrello viene fatta inserendo opportuni fermi metallici nelle asole ricavate sull'intera circonferenza del tamburo. Una lieve differenza meccanica nelle macchine destinate ai paesi con tensione di rete a 115 volt e frequenza di 60 Hz è costituita dal passo più stretto delle viti senza fine dei pignoni e delle corone dentate, la carrozzeria è in materiale plastico nella MC-24, in alluminio pressofuso nella MC-24 CR.